# Petites (téléfilm)
Pour les articles homonymes, voir Petites.
Pour plus de détails, voir Fiche technique et Distribution.
Petites, ou Les Années lycée : Petites, est un téléfilm français réalisé par Noémie Lvovsky, diffusé pour la première fois en 1997.

## Synopsis
Les 4 élèves de quatrième s'inventent une identité entre eux.

## Fiche technique
- Titre français : Petites ou Les Années lycée : Petites
- Réalisation : Noémie Lvovsky
- Scénario : Noémie Lvovsky et Florence Seyvos
- Photographie : Bertrand Chatry et Agnès Godard
- Montage : Michel Klochendler
- Pays de production :  France
- Date de première diffusion : 1997

## Distribution
- Ingrid Molinier : Inès
- Julie-Marie Parmentier : Stella
- Camille Rousselet : Marion
- Magali Woch : Émilie
- Jean-Luc Bideau : le père d'Émilie
- Valeria Bruni Tedeschi : la mère d'Émilie
- Marie-Armelle Deguy : la mère de Marion
- Éric Elmosnino : le prof de chimie
- Christine Fersen : la mère de Stella
- Daniel Martin : le vétérinaire
- Luis Rego : le père d'Inès
- Marina Tomé : la mère d'Inès
- Thomas Blanchard : le frère de Marion
- Lou Castel : la prof de géo
- Jean-Pol Dubois : le directeur
- Jean-Pierre Gos : le policier
- Béatrice Michel : la prof de gym
- Jonathan Reyes : le petit garçon
- Serge Riaboukine : le surveillant